# Червоная Горка (Сумская область)
Червоная Горка (укр. Червона Гірка) — село,
Быстрикский сельский совет,
Кролевецкий район,
Сумская область,
Украина.
Код КОАТУУ — 5922681710. Население по переписи 2001 года составляло 136 человек .

## Географическое положение
Село Червоная Горка находится на левом берегу реки Реть,
выше по течению на расстоянии в 2 км расположено село Быстрик,
ниже по течению на расстоянии в 2 км расположен город Кролевец.
Село вытянуто вдоль реки на 4 км.
По селу протекает пересыхающий ручей с запрудой.
Рядом проходит автомобильная дорога М-02 (E 101).

## Экономика
- Птице-товарная ферма.